# Dulwich Picture Gallery

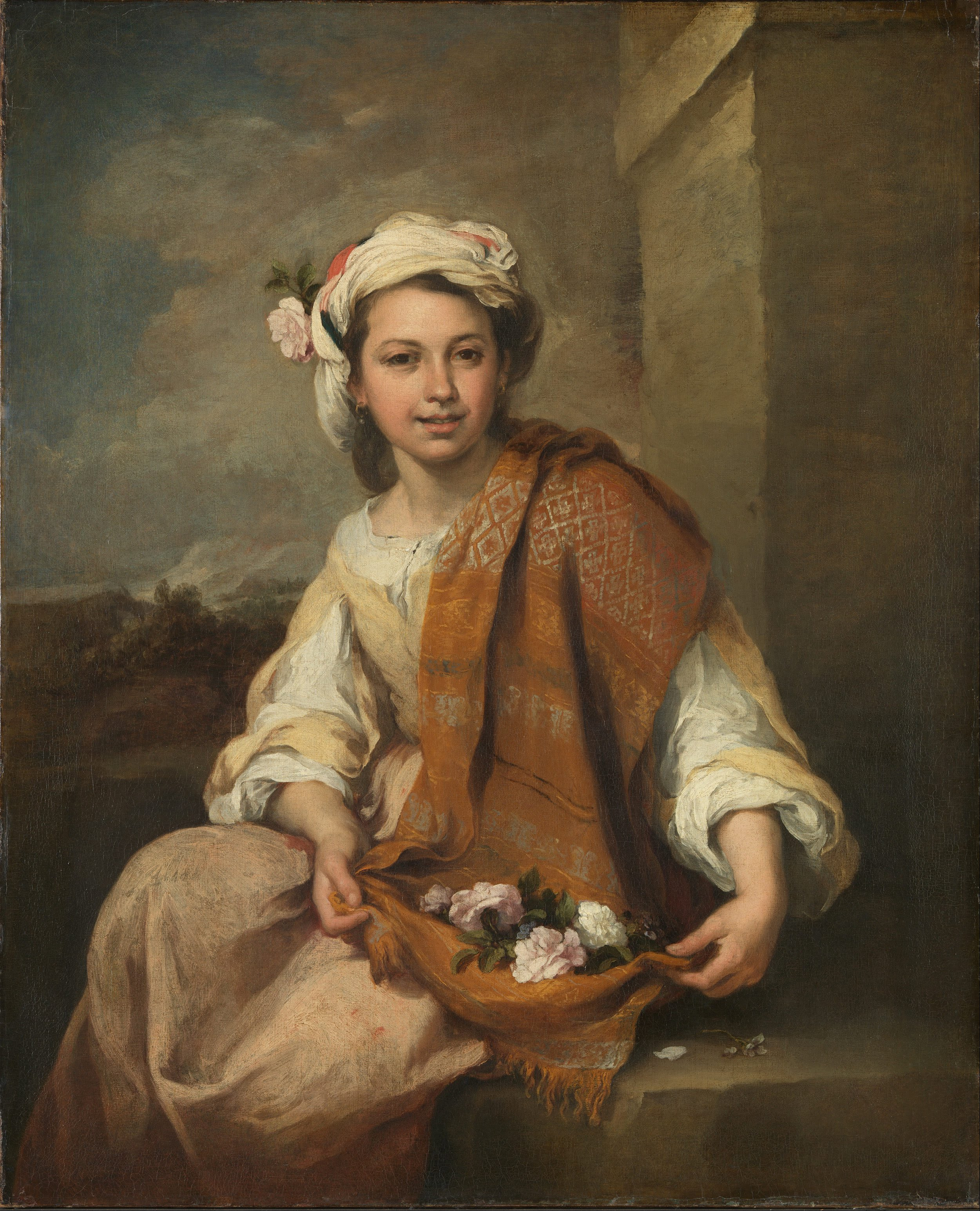
Noia amb flors o La florista, de Murillo; una de les obres més famoses del museu.

La Dulwich Gallery és un museu d'art situat a Dulwich (població dins del comtat del Gran Londres). Es va inaugurar el 1817 en una galeria expressament dissenyada, la qual cosa va ser una novetat en la seva època doncs gairebé tots els museus antics (Louvre, Uffizi, Museu del Prado, Ermitage, etc) reutilitzaven edificis ja existents.
El museu o galeria Dulwich va ser el primer museu de pintures obert en la metròpoli londinenca, ja que la National Gallery és uns anys posterior. La seva col·lecció, si bé no gaire extensa, inclou importants pintures de Rembrandt, Rubens, Van Dyck, Poussin i Murillo. 